# ويل ميتكالف
ويل ميتكالف (بالإنجليزية: Will Metcalf)‏ هو مصرفي وسياسي أمريكي، ولد في 6 يونيو 1984 في كونروي في الولايات المتحدة. حزبياً، نشط في الحزب الجمهوري. وقد انتخب عضو مجلس نواب تكساس.